# Філософія несвідомого
Філософія несвідомого: умоглядні результати згідно з методом індукції фізичних наук (німецька: Philosophie des Unbewussten) — книга, яка була випущена у 1869 році філософом Едуардом фон Ґартманом. Це кульмінація спекуляцій і знахідок німецької романтичної філософії в перших двох третинах 19-го століття, філософія несвідомого стала відомою у 1882 році вона вже вийшла в дев'яти виданнях. У 1884 році вийшов тритомний англійський переклад цієї книжки. Англійський переклад має понад 1100 сторінок.  Робота вплинула на теорії несвідомості Зиґмунда Фрейда та Карла Юнґа.